# 甘士瑞
甘士瑞（？—？），正蓝旗人，是一名清朝政治人物。
甘士瑞曾于1739年接替邱闻诗任松江府知府一职，1740年由刘尧裔接任。